# Kongresne volitve v Združenih državah Amerike (2006)
Splošne volitve v Združenih državah Amerike leta 2006 so potekale 7. novembra. Volivci so izbirali tretjino novih članov predstavniškega doma, in tretjino članov senata, ki sestavljaza Kongres. Poleg tega so hkrati v nekaterih zveznih državah potekale volitve guvernerjev in posamezni referendumi. 
Demokratska stranka je osvojila večino tako v senatu kot tudi v predstavniškem domu in s tem prekinila republikansko prevlado, ki je trajala od leta 1994. Razlog za tak preobrat je bilo po mnenju analitikov splošno nezadovoljstvo zaradi iraške vojne oz. načina, s katerim so vodili to vojno do takrat prevladujoči republikanci pod vodstvom predsednika Busha.